# إدارة الأرصاد الجوية الكويتية
إدارة الأرصاد الجوية الكويتية، هي إحدى إدارات الإدارة العامة للطيران المدني في دولة الكويت، تأسست في عام 1953 وقد انضمت إلى المنظمة العالمية للأرصاد الجوية في عام 1962. تُعنى الإدارة على الصعيد الوطني الكويتي والإقليمي والدولي بمراقبة الطقس والمناخ من خلال خمس مراقبات، هي مراقبة التنبؤات الجوية، ومراقبة المناخ، ومراقبة المحطات، ومراقبة الاتصالات والمعلومات، ومراقبة الأجهزة والصيانة.

## وصلات خارجية
- إدارة الأرصاد الجوية الكويتية